# Plaza de los Países Catalanes
La plaza de los Países Catalanes (oficialmente en catalán: plaça dels Països Catalans) es una plaza de Barcelona situada frente a la estación de Sants, en el barrio de Sants. Tiene accesos desde las calles de Tarragona, Numancia y el paseo de San Antonio. Es una plaza restringida al paso de peatones, con un servicio de transporte público muy notable por la proximidad de la estación de tren y de autocares. Dispone de una estación de metro llamada estación de Sants con una entrada situada en la esquina con la calle de Numancia y otra en el vestíbulo de la estación de Sants.
Está construida sobre el patio de vías de la estación de Sants, por lo que no tiene arbolado ni jardines. Fue inaugurada en junio de 1983, obra de los arquitectos Helio Piñón y Albert Viaplana, con una urbanización, sin verde y con abundancia de hormigón, mármol y granito, la convirtió en un modelo prototípico de plaza dura en el momento que en Barcelona se comenzaban a hacer, y suscitó grandes críticas a pesar de la concesión de un premio FAD en 1984.
La plaza es dominada por una gran cubierta horizontal de plancha de cobre calado sostenida sobre larguísimos pilares, y otra cubierta más baja y larga de trazado ondulado, también de plancha de cobre, sobre la cual hay un gato de tejado de tamaño natural, hecho en silueta con plancha metálica. Destacan también en la plaza una corta pared con una abertura a modo de ventana y unos manantiales.
Las características de la plaza, dura y abierta, además de propiciar en ellos la práctica del monopatín, también la hizo apta para concentraciones de personas.